# 溫應寀
溫應寀（？—1647年），南明政治人物。
永曆元年（清顺治四年，1647年）四月初一，永历帝任命溫應寀为兵部尚书、东阁大学士，总督江西恢剿，屯驻在黄沙苦竹峒。十月癸未，清军攻克宁都县苦竹峒，溫應寀和侍郎温国奇、总兵丘敏吾、何翀寰、张敬嵩、余文辉、曾思兰、李明宇殉国。